# Chlorophytum zambiense
Chlorophytum zambiense är en sparrisväxtart som beskrevs av Bjorå och Inger Nordal. Chlorophytum zambiense ingår i släktet ampelliljor, och familjen sparrisväxter. Inga underarter finns listade i Catalogue of Life.